# Vy
Vy, tidligere Norges Statsbaner (NSB), er en norsk statsejet virksomhed og hører under Samferdselsdepartementet. Virksomheden er den største aktør på det norske jernbanemarked for passagertransport.

## NSB
Norske statsbaner blev dannet i 1883 som en fælles virksomhed for alle jernbaner, der var åbnet siden 1861. Før oprettelsen blev de norske jernbaner drevet af forskellige inden- og udenlandske selskaber. Statsbanerne kom til at varetage alt vedrørende jernbanedrift: spor, materiel, stationer og togtrafik.
I 1996 blev daværende NSB opdelt i NSB BA, NSB Gods AS (det nuværende CargoNet) og Jernbaneverket. Jernbaneverket fik ansvaret for infrastrukturen, mens NSB BA kørte togene, og NSB Gods varetog godstransporten.

### En etat undtaget fra offentlighedsloven
Pr 2000 var offentligheden nægtet indsyn i det statsejede selskab. Gentagne skandaler og afsløringen af svigt på alle plan i NSB dannede baggrund for kravet om indsyn fra en samlet opposition. I et brev til Verdens Gang i november 2000 støttede daværende trafikminister Terje Moe Gustavsen NSB i at "som forholdene er i dag, anses NSB BA ikke at omfattes af offentlighedsloven". Høyre, Fremskrittspartiet, Venstre, Senterpartiet og Kristelig Folkeparti forlangte et umiddelbart pålæg om åbenhed, mens Arbeiderpartiet og Sosialistisk Venstreparti modsatte sig det. Stortingsflertallet fik fuld støtte fra juridisk hold. Både Erik Boe og Henning Jakhelln, professorer i offentlig ret ved Universitetet i Oslo, beskrev det til VG som helt uholdbart, at NSB var undtaget offentlighedsloven.

### Aktieselskab
Den 1. juli 2002 blev NSB omdannet til et statsejet aktieselskab, og samme år blev den tekniske vedligeholdelse og godstransporten også gjort til selvstændige aktieselskaber.
Begyndelsen af 2000'erne var dårlige år for NSB efter jernbaneulykken ved Åsta station på Rørosbanen, som kostede 19 mennesker livet. Folk sad indeklemte i det brændende tog, mens flammerne spredte sig, og hjælpemandskaberne ikke kunne gøre andet end at give dem indsprøjtninger, så de sov ind, inden ilden nåede hen til dem. Der var mangel på lokomotivførere, som NSB selv havde sagt op, hyppige forsinkelser, lukkede stationer og problemer med nyt togmateriel, som blev indkøbt fra udlandet og ikke tålte isdannelsen, som må påregnes i norske højlandsområder.

## Vy
I 2019 slog Nettbuss og NSB sig sammen og blev til Vy, officielt Vygruppen A/S, til stor protest fra de ansatte. Også politikere reagerede, og den folkelige protest var stor ("For mig er det NSB, der gælder, Uanset."). Navneskiftet kostede 280 millioner kroner. Til overmål var navnet allerede taget i brug af andre virksomheder.
Kundetilfredsheden steg noget i 2019, da togenes punktlighed steg noget.

## Datterselskaber
- NSB Anbud – selskab, der afgiver tilbud ved offentlig transport-udbud
- NSB Lokaltog – passagertransport i Stor-Oslo/Østlandet, på Jæren, i Bergen, Trøndelag og Salten
- Nettbuss – passagertransport med bus (ejer det danske datterselskab Netbus Danmark)
- ROM Eiendom – udvikling af gamle jernbanearealer
- CargoNet – godstransport; NSB ejer 55 procent, svenske Green Cargo ejer resten
- Arrive – it-virksomhed med NSB som den største kunde
- Mantena – togvedligehold
- Linx – opløst ved årsskiftet 2004/05. NSB og svenske SJ ejede hver 50 procent

## Ekstern henvisning
- Hjemmesiden